# Armeno
Armeno är en ort och kommun i provinsen Novara i regionen Piemonte i Italien. Kommunen hade 2 196 invånare (2018).